# Ірюм
Ірю́м (рос. Ирюм) — присілок у складі Шатровського району Курганської області, Росія. Входить до складу Самохваловської сільської ради.
Населення — 137 осіб (2010, 227 у 2002).
Національний склад станом на 2002 рік: росіяни — 99 %.